# Pasieki (Niegowonice)
Pasieki – część wsi Niegowonice w Polsce, położona w województwie śląskim, w powiecie zawierciańskim, w gminie Łazy.
W latach 1975–1998 Pasieki należały administracyjnie do województwa katowickiego.